# CHUOかめっち。バス

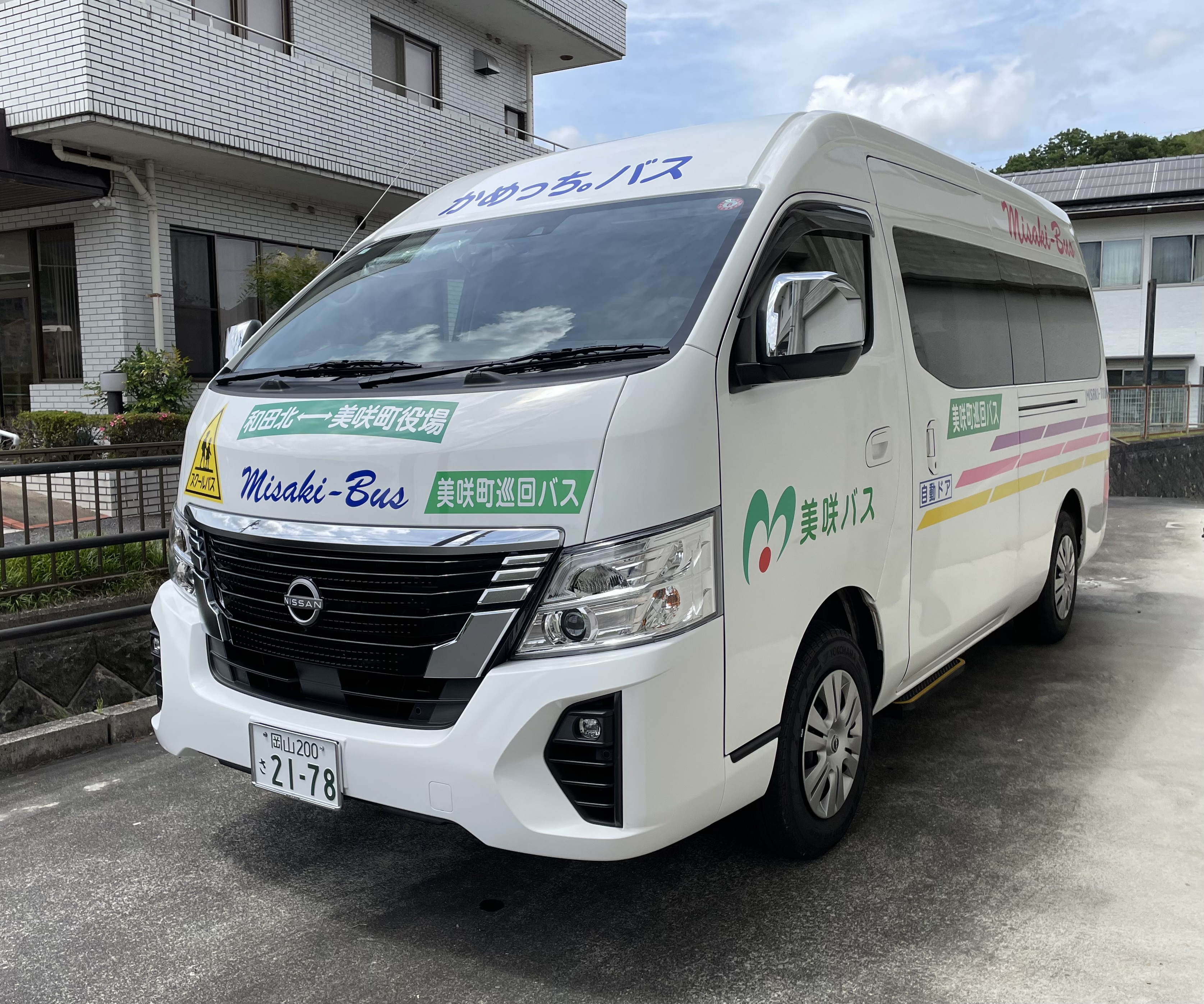
CHUOかめっち。バスの車両（2024年）

CHUOかめっち。バス（チュウオウかめっち。バス）は、岡山県久米郡美咲町で運行しているコミュニティバス。「美咲町福祉巡回バスの設置及び管理運行に関する条例」により美咲町福祉巡回バス和田北線として運行している。
中鉄バスの津山 - 和田北線が2004年9月限りで廃止されたことを受け、同年10月1日から運行を開始した。当初は津山市の津山中央病院まで乗り入れていたが、2010年9月限りで美咲町役場 - 津山中央病院間が廃止となり、同区間は有本観光バス（亀甲・津山線）で代替された。
なお、関連としてCHUOかめっち。バスと同様に、美咲町福祉巡回バス（支所間）として運行している美咲町支所間バス及びかつて運行していた「柵原病院 - 周匝」連絡バスについても本項で述べる。

## 概要
- 運賃は無料となっている[4]。
- 鉄道路線とは亀甲駅（津山線）で接続している。
- 1日5往復（休日は3往復）。休日1往復は旧大垪和出張所前発着。
- 和田北 - 坂口間、美咲町役場第2庁舎 - 亀甲郵便局間はフリー乗降区間となっている。

## 路線
詳細な運行案内は、#外部リンクを参照のこと。
和田北・美咲町役場線
- 和田北（金地） - 和田北（長箱） - 和田北（旧バス停） - 旧大垪和出張所前 - 宮の乢 - 打穴西公会堂 - 坂口（旧バス停） - 美咲町役場

## 車両

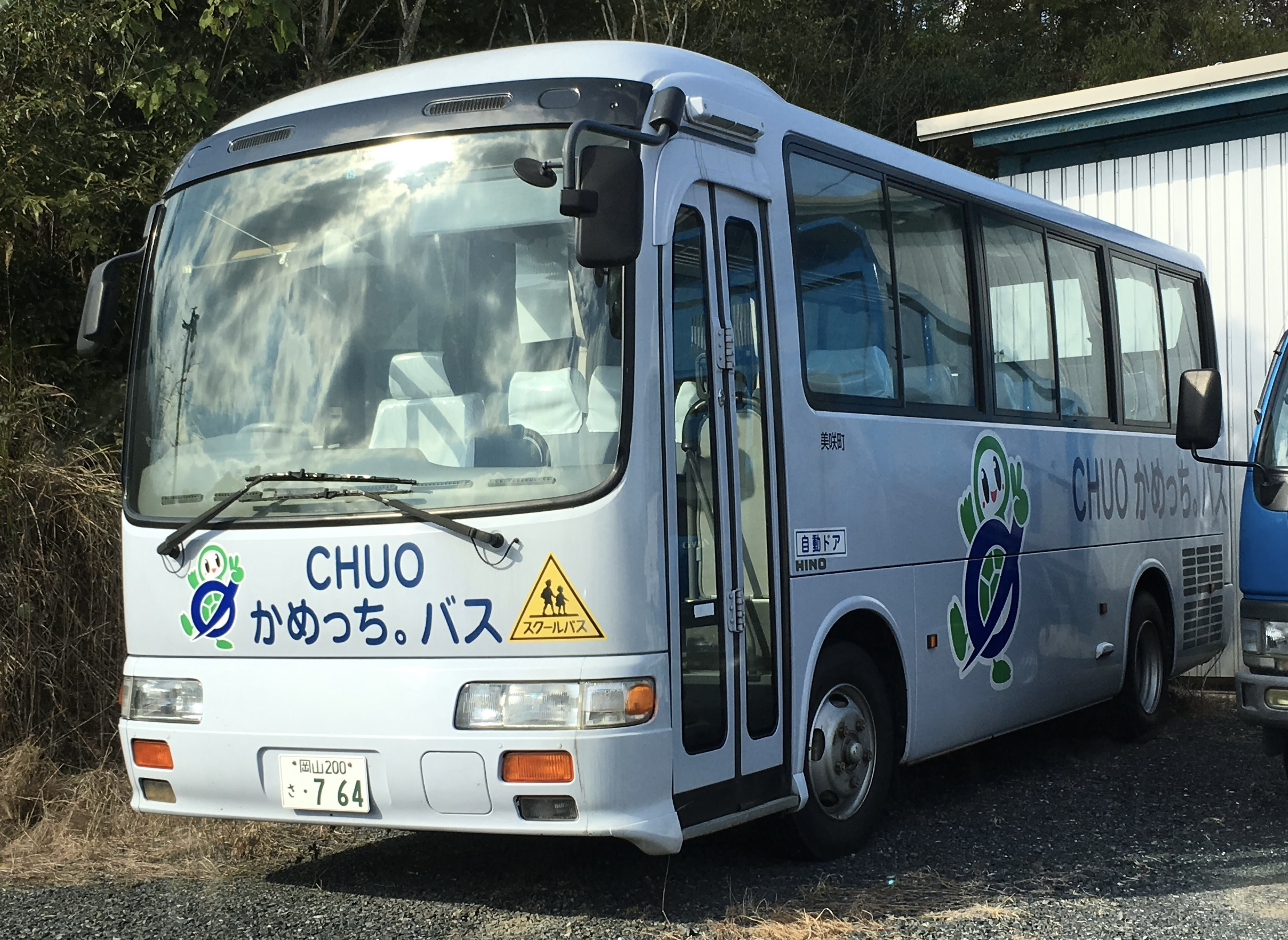
過去に使用されていた車両 (2016年)

- 日産・キャラバンで運行されている。

## 美咲町支所間バス

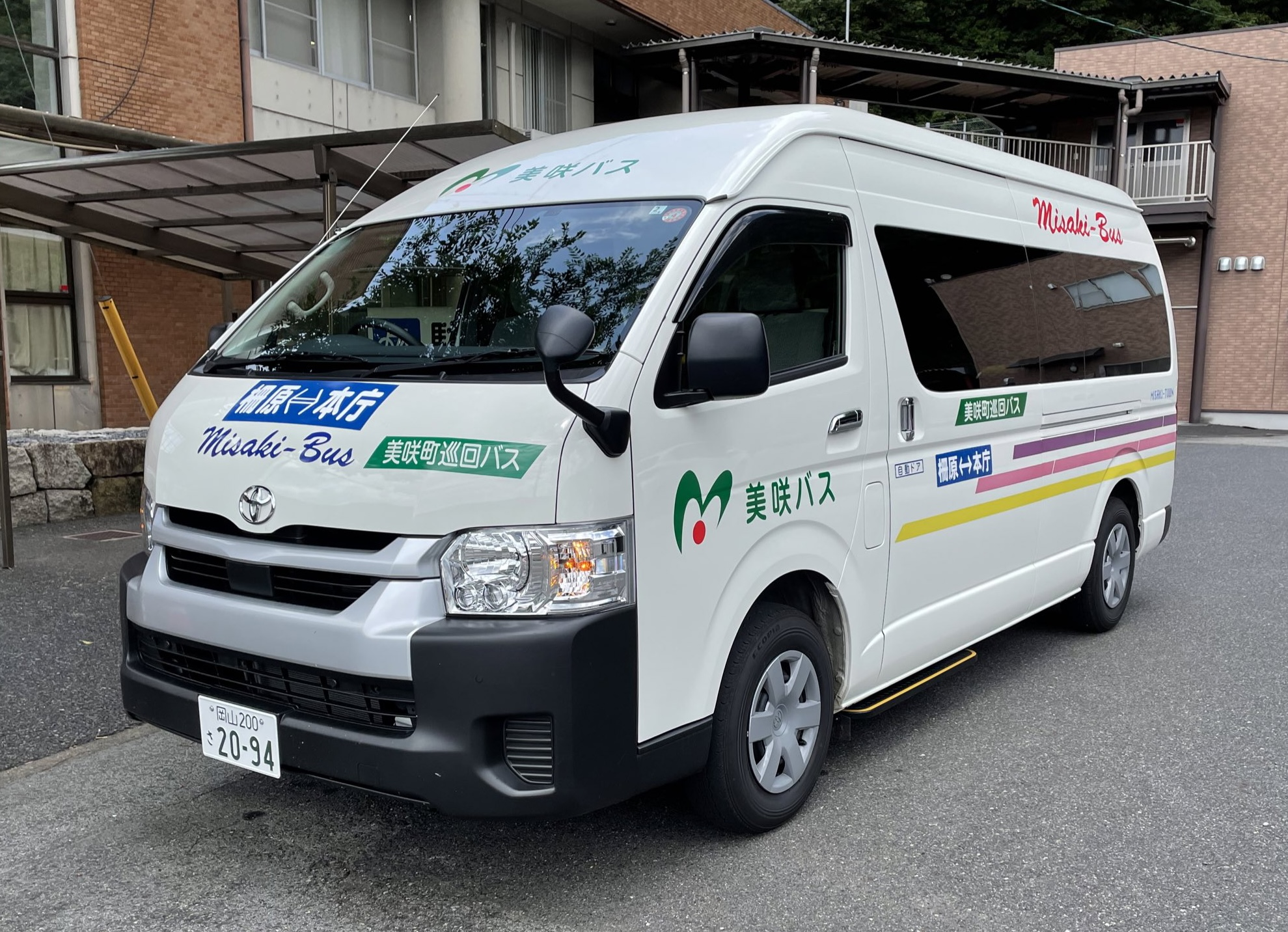
美咲町支所間バスの車両

### 概要
- 平日のみの運行で、土曜・休日は運休となる。
- 運賃は無料となっている。
- 国道53号、有本観光バス及び中鉄北部バスと重複する区間を除きフリー乗降となっている。
- 中鉄北部バスと重複する勝久橋（大戸郵便局奥） - 昭和橋間は、美咲町役場方面は乗車のみの扱い、柵原総合支所方面は降車のみの扱いとなる。
- トヨタ・ハイエースコミューターで運行されている。

### 路線
- 旭総合支所 - 旭郵便局 - 毘沙門 - 緑花公園 - 坂口（旧バス停） - 美咲町役場（本庁） - 金堀コミュニティハウス - 勝久橋（大戸郵便局奥） - 栗子橋 - 柵原総合支所

## 「柵原病院 - 周匝」連絡バス
美咲町では、上記以外に2011年10月から2014年3月の間「柵原病院 - 周匝」連絡バス（「やなはらびょういん - すさい」れんらくバス）を運行していた。
備前片鉄バスの周匝以北の路線廃止に伴うもので、柵原病院 - 吉ヶ原駅 - 高下 - 周匝間を1日3往復（土曜は2往復）し、うち柵原病院 - 高下間はフリー乗降区間となっていた。運賃は無料であった。
廃止後の代替手段は用意されなかった。現在は、高下で宇野自動車美作線／赤磐市広域路線バス赤磐・美作線（岡山 - 周匝上 - 高下 - 林野駅）と、中鉄北部バス高下・スポーツセンター線（高下 - 吉ヶ原 - 柵原病院前 - 津山）を乗り継ぐことによりバスで移動することは可能。2018年4月1日より柵原星のふる里バス（吉井支所 - 柵原病院前間はノンストップ）で移動することも可能となった。